# SN 2007fv
SN 2007fv – supernowa typu II odkryta 13 lipca 2007 roku w galaktyce A230351-2108. W momencie odkrycia miała maksymalną jasność 19,70m.